# .hm
.hm (Heard e McDonald) é o código TLD (ccTLD) na Internet para a Ilha Heard e Ilhas McDonald.